# IL15
IL15 (англ. Interleukin 15) – білок, який кодується однойменним геном, розташованим у людей на короткому плечі 4-ї хромосоми.  Довжина поліпептидного ланцюга білка становить 162 амінокислот, а молекулярна маса — 18 086.
| 10         |  | 20         |  | 30         |  | 40         |  | 50         |
| ---------- |  | ---------- |  | ---------- |  | ---------- |  | ---------- |
| MRISKPHLRS |  | ISIQCYLCLL |  | LNSHFLTEAG |  | IHVFILGCFS |  | AGLPKTEANW |
| VNVISDLKKI |  | EDLIQSMHID |  | ATLYTESDVH |  | PSCKVTAMKC |  | FLLELQVISL |
| ESGDASIHDT |  | VENLIILANN |  | SLSSNGNVTE |  | SGCKECEELE |  | EKNIKEFLQS |
| FVHIVQMFIN |  | TS         |  |            |  |            |  |            |

A: Аланін

C: Цистеїн

D: Аспарагінова кислота

E: Глутамінова кислота

F: Фенілаланін

G: Гліцин

H: Гістидин

I: Ізолейцин

K: Лізин

L: Лейцин

M: Метіонін

N: Аспарагін

P: Пролін

Q: Глутамін

R: Аргінін

S: Серин

T: Треонін

V: Валін

W: Триптофан

Кодований геном білок за функцією належить до цитокінів. 
Задіяний у такому біологічному процесі як альтернативний сплайсинг. 
Локалізований у цитоплазмі, ядрі.
Також секретований назовні.